# Генетическая дискриминация
Генетическая дискриминация трактуется как разное или пристрастное отношение к человеку (по сравнению с отношением к другим людям) на основе данных о его генетической информации, что может проявляться, например, в отказе в возможностях, правах, преимуществах и т. д.
В контексте здравоохранения генетическая дискриминация может относиться к людям, которых лечат на основе их генетического статуса, а не по какому-то более релевантному критерию .
Национальный институт исследования генома человека США (англ. National Human Genome Research Institute) указывает, что генетическая дискриминация — это предубеждение, направленное против людей, которые имеют или могут иметь генетическое заболевание .
Фрэнсис Коллинз — директор Национального института здравоохранения США:
Генетическая дискриминация — это ситуация, когда чья-то ДНК используется против них в разных условиях — здравоохранение, рабочее место, страхование, доступ к пособиям по инвалидности или даже в сфере образования. Университет хочет посмотреть на вашу ДНК, прежде чем решить, принять ли вас на обучение? Это было бы не очень хорошо. Это в основном вопросы гражданских прав; вы не можете выбрать свою ДНК.
Таким образом, генетическая дискриминация может привести к ограничению возможности населения удовлетворить такие потребности, как здравоохранение, страхование, обеспечение жильём, репродуктивная (половая) свобода и занятость .

## Генетическая дискриминация в страховании
В сфере страхования генетическая дискриминация может приводить к установлению более высоких тарифов или отказу в страховой защите бессимптомных здоровых людей, которые имели, например, ген серповидноклеточной анемии, или другой ген, определяющий склонность их детей к будущему заболеванию, такому как, например, болезнь Гентингтона, онкологических заболеваний, гемохроматоза, семейной гиперхолестеринемии .
Страховые компании различают рациональную (актуарную) и иррациональную дискриминацию (rational (actuarial) — irrational discrimination); юристы — легальную и нелегальную (запрещенную) (legal — illegal (illicit) discrimination) . При этом использование в одностороннем порядке страховыми компаниями данных генетических анализов страхователей может приводить к генетической дискриминации. Так, в начале 1970-х годов некоторые страховые компании в США отказывали в страховой защите или устанавливали более высокие тарифы для афроамериканцев, имевших ген серповидноклеточной анемии . Более того, становятся известны факты отказа в страховой защите людей, у которых обнаружена мутация в гене MSH6. Как негативное последствие риска генетической дискриминации в страховании населения отказывается участвовать в генетических исследованиях, проводимых другими научными организациями из-за вероятности использования их результатов страховыми компаниями .

## Законодательство
В США действует Закон о запрете дискриминации на основе генетической информации, принятый в 2008 году. В Канаде действует аналогичный Закон «О запрете и предотвращении генетической дискриминации».